# 藤城京
藤城 京（ふじしろ きょう、2000年9月26日 - ）は、日本のアイドル、タレントであり、男性アイドルグループ・N.BおよびLovelyBUDDY-love begets loveのメンバー。
EverNever Management所属。過去には研修生メンズアイドルグループ「ワンダーチャンネル」や「POPIN'ON」にも所属していた。

## 略歴
研修生メンズアイドルグループ「ワンダーチャンネル」のメンバーとしてデビュー。
研修生期間終了によりワンダーチャンネルを2022年4月12日卒業。
2023年3月にメンズアイドルグループ「LovelyBUDDY-love begets love」のメンバーとなる。「POPIN'ON」にも所属となり、3月23日プレデビュー。。
2023年7月よりEverNever Management所属タレントによるユニット「N.B (new be)」に加入となる。

## 人物
- 王道アイドルが好き[9]。
- ジャニオタを自称しており、アイドル大好きなアイドルである[10]。
- 中学生時代にジャニーズに応募したことがある[11]。
- 2023年9月に活動を開始して初の生誕祭を開催した[12]。

## 出演

### イベント
- 「絶対領域 vol.02」（2022年7月13日、新宿HOLIDAY ）[13]

- 「iDoL Fes.vol.78」（2022年3月27日、池袋AK ）[14]

- 「ロマントライブ vol.20」（2022年4月12日、新宿HOLIDAY ）[15]

- 「Anniversary Start 智也生誕祭」（2023年4月13日、浅草VAMPKIN ）[16]

- 「楽遊BOYSフェスSP」（2023年8月18日、赤羽ReNYalpha ）[17]

- 「定期公演-CYCLE- 新ユニットグループ名発表SP」（2023年8月7日、新宿アイドルステージ ）[18]

- 「oDoLFes.」（2023年8月21日、池袋AK ）[19]

- 「楽遊BOYSフェス」（2023年8月21日、新宿Key Studio ）[20]

- 「BEXXSTOP 主催公演 ネバスト!!」（2023年8月28日、新宿アイドルステージ ）[21]

- 「JOL原宿ミニライブ&特典会」（2023年8月30日、JOL原宿 ）[22]

- 「礼侍-REIJI-1周年記念感謝祭」（2023年9月8日、池袋sound peace ）[23]

- 「iDoLFes.」（2023年9月9日、池袋AK ）[24]

- 「SPACE DIVA:03」（2023年9月19日、S.U.B TOKYO ）[25]